# Alice Davies
Pour les articles homonymes, voir Davies.
Alice Davies (1870 - après 1919) est une suffragette et une infirmière britannique.

## Biographie et activisme

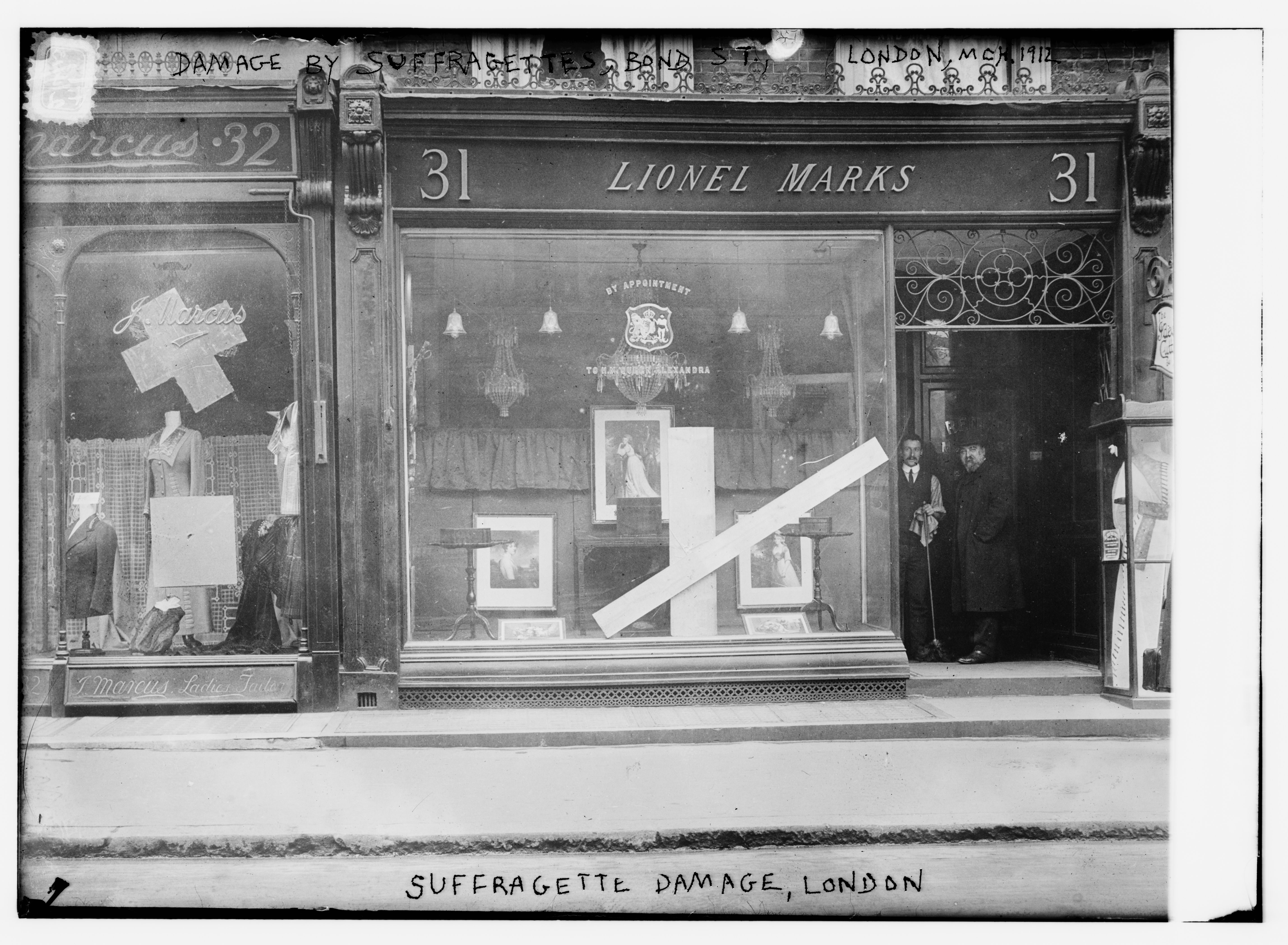
Vitrines endommagées des boutiques de Bond Street.

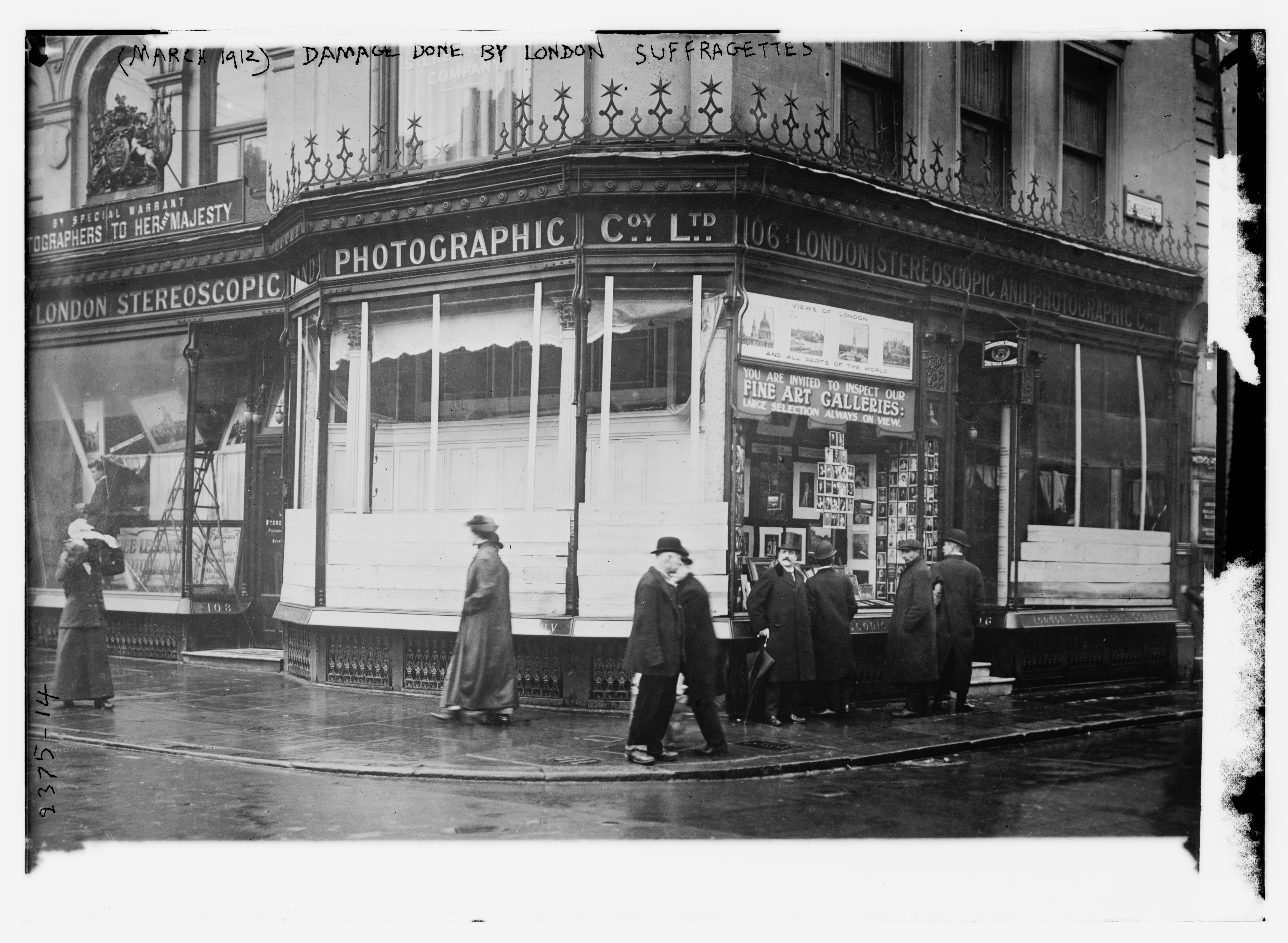
Fenêtres endommagées par les suffragettes.

Née en 1870 de parents de Liverpool elle a au moins un frère, dont le fils, Frederick Lesley Stuart Davies, sert dans le corps cycliste de l'armée pendant la Première Guerre mondiale. 
Alice Davies rejoint la Women's Social and Political Union (WSPU) pour protester en faveur du droit de vote des femmes. Elle devient l'organisatrice de la branche WPSU de Liverpool de juin 1910 à septembre 1912, et elle tente d'orienter l'approche des quatre sections de la région vers l'organisation de plus grands événements et de fonctions sociales en salle, loin des fréquentes réunions de rue devant les usines et des petites organisées dans des domiciles particuliers dans les quartiers plus aisés qui caractérisent ses prédécesseurs. Les groupes du Cheshire, de l'autre côté de la Mersey, poursuivent les manifestations de rue avec des orateurs de Liverpool et d'ailleurs, et à partir de novembre 1910, la WSPU atténue son militantisme pendant un certain temps.
La filiale de la WSPU n'a pas bien fonctionné pendant cette période, avec une baisse de plus de 18 £ de bénéfice annuel provenant des ventes de documents écrits à un peu plus de 19 shillings car elle devient un lieu de « rencontre des membres » plus exclusif. Comme la plupart des publications sur les suffragettes ont été vendues lors de réunions de rue pour diffuser le message sur les « votes pour les femmes » au public, le changement de direction peut refléter des occasions manquées d'accroître le soutien à la cause. Alice Davies organise des campagnes de vacances dans le Lake District et reçoit le soutien de Vida Goldstein et Beatrice Harraden, du mouvement national. En 1911, Davies écrit pour encourager les membres locaux à se joindre à une députation à Londres pour tenter de parler au Premier ministre David Lloyd George le 21 novembre. 
En 1912, Davies est l'une des deux cents femmes arrêtées lors d'une manifestation de bris de vitres qui a lieu les 1er et 4 mars 1912, à Knightsbridge, Kensington et Chelsea. Cette vague a lieu alors que le Parlement débat d'un projet de loi de conciliation (qui doit donner le droit de vote à certaines femmes mais n'est pas adopté).
Davies déclare lors de son procès que « les femmes sont déterminées à se battre pour les mêmes droits humains dont jouissent les hommes. Elles sont fatiguées d'être traités comme des extraterrestres et continueront leur lutte jusqu'à ce qu'elles atteignent leur objectif ».
Elle est condamnée à trois mois et elle entame une grève de la faim. Pendant son absence, la WSPU de Liverpool continue à fonctionner et les membres félicitent l'organisatrice temporaire de la branche, Patricia Woodlock, en tant qu'oratrice publique.
En reconnaissance des souffrances de Davies en prison, la WSPU lui décerne une Hunger Strike Medal « pour la bravoure » conçue par Christabel Pankhurst, avec le ruban aux couleurs du mouvement — vert, blanc et violet, représentant « l'espoir, la pureté et la dignité » et datée du 4 mars 1912 —. 

La boîte de présentation porte l'inscription : 
"Alice Davies - Présenté par la Women's Social and Political Union en reconnaissance d'une action courageuse, par laquelle un grand principe de justice politique a été justifié par l'endurance jusqu'à la dernière extrémité de la faim et des difficultés."
Le dossier des Archives nationales répertorie celles qui sont emprisonnées et plus tard soumises à la grâce accordée à toutes les suffragettes lorsque la WSPU cesse le militantisme au début de la Première Guerre mondiale ; elle y figure sous le nom d'Alice "Davis", mais le dossier indique qu'il est créé à partir de souvenirs ultérieurs d'activistes des suffragettes et non à partir de documents originaux de la prison ou du tribunal. 

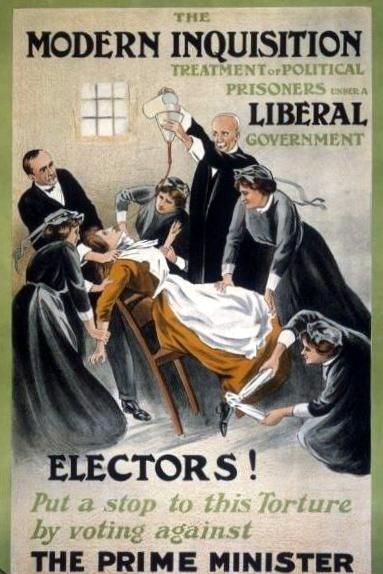
Affiche politique contre l'alimentation forcée des femmes en grève de la faim.

Les femmes emprisonnées qui entament une grève de la faim sont fréquemment nourries de force et bien qu'elles ne soient pas traitées comme des « prisonnières politiques », elles se soutiennent les unes les autres, de toutes les manières possibles.
Un exemple de ce que à quoi Davies participe à la prison de Holloway, est la création par soixante-huit femmes de ce qui est connu sous le nom de Mouchoir des suffragettes : brodant secrètement leur nom, leurs initiales ou leur signature complète sur un morceau de tissu commun, juste sous les yeux de les gardiennes de la prison (probablement dans la cour d'exercice), et sorties en contrebande par Mary Ann Hilliard et maintenant au Priest House Museum (en), West Hoathly exposées là-bas et avec des objets similaires, elles peuvent également être consultées en ligne,. 
De retour à Liverpool, Davies hésite peut-être pour les capacités de son équipe, elle organise alors une réunion de campagne au Sun Hall, àLiverpool, conjointement avec deux autres organisations, National Union of Women's Suffrage Societies (NUWSS) et la Conservative and Unionist Women's Franchise Association (en) (CUWFA), pour la première fois, ainsi que l'établissement de relations avec la Men's League for Women's Suffrage et la toute nouvelle Church League for Women's Suffrage, mais la publicité se concentrée sur le rôle de la CUWFA. Davies organise également une visite d'Emmeline Pankhurst au Hardman Hall, qui est écrite dans Votes for Women de février 2012.
Le Dr Alice Stewart Ker parle chaleureusement de Davies, pendant leur séjour à Holloway ensemble, et Davies lui offre une « bienvenue » et une garden-party discrets appropriées, plutôt que les grands événements publics pour la libération de Patricia Woodlock et d'autres. Il semble que Davies s'éloigne de la région après la prochaine campagne d'été dans le Lake District, à Londres, elle a rejoint la Women's Tax Resistance League, et doit faire vendre aux enchères deux chandeliers d'argent pour payer les impôts impayés, un événement célébré par une petite procession vers Grosvenor Gardens et des discours, dirigés par la fondatrice de l'organisation, Anne Cobden-Sanderson.

## Dernières années
Davies devient infirmière à Westminster et sert dans le Queen Alexandra's Royal Army Nursing Corps pendant la Première Guerre mondiale mais elle n'est plus mentionnée après-guerre comme suffragette ou pour la défense des droits des femmes. Elle écrit à son neveu Frederick Lesley Stuart Davies, un soldat de l'Army Cyclist Corps (en) du King's Liverpool Regiment et Loyal North Lancashire Regiment, qui est libéré blessé en 1919. 
La date de décès de Davies est inconnue.